# Locronan
Locronan (bretonisch Lokorn) ist eine Gemeinde im Westen Frankreichs im Département Finistère in der Region Bretagne. Sie hat 806 Einwohner (Stand 1. Januar 2022) auf einer Fläche von 8,08 km² und ist als eines der Plus beaux villages de France (Schönste Dörfer Frankreichs) klassifiziert.

## Geografie
Das Dorf liegt ca. 17 Kilometer nördlich von Quimper auf einem Hügel.

## Geschichte
Der Name Locronan leitet sich vom heiligen Ronan ab – einem aus Irland stammenden Mönch, der in Locronan begraben liegt. Loc ist dabei ein bretonisches Wort für eine Eremitage. St. Ronan soll die Einwohner von Locronan das Weben gelehrt haben. Tatsächlich beruhte der Wohlstand von Locronan im Mittelalter auf der Herstellung hochwertigen Segeltuches. Heute beruht er auf den in Massen durch den Ort strömenden Touristen.

### Bevölkerungsentwicklung
| Jahr                       | 1962 | 1968 | 1975 | 1982 | 1990 | 1999 | 2008 | 2017 |
| Einwohner                  | 715  | 672  | 686  | 704  | 796  | 799  | 800  | 795  |
| Quellen: Cassini und INSEE |      |      |      |      |      |      |      |      |

## Sehenswürdigkeiten

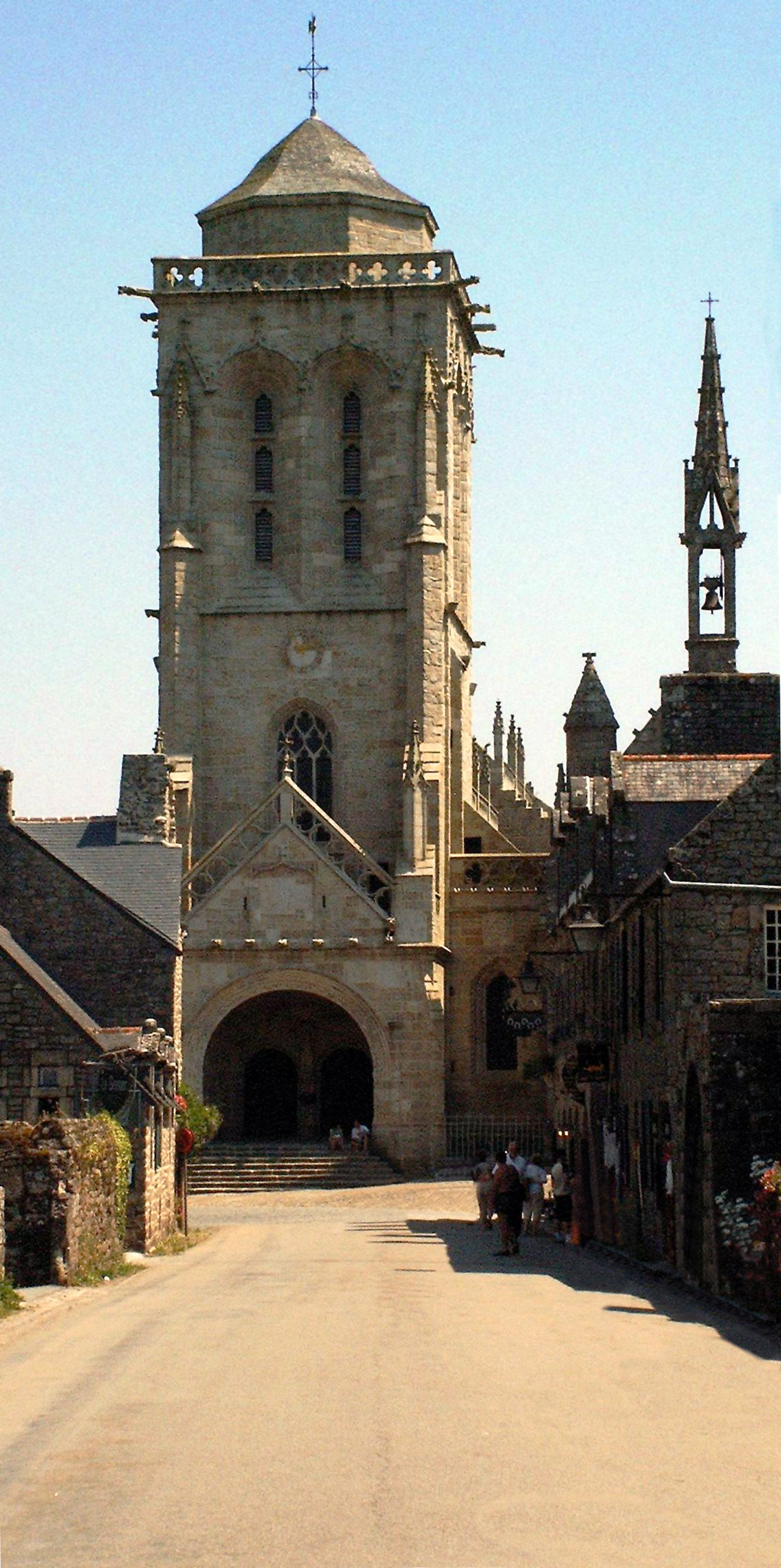
Locronan – Dorfeingang mit Blick auf die Kirche St. Ronan

Siehe auch: Liste der Monuments historiques in Locronan
- Kirche Saint-Ronan
- Kapelle Notre-Dame-de-Bonne-Nouvelle

Das Erscheinungsbild des Dorfes ist  komplett mittelalterlich. Roman Polański drehte deshalb hier nach dem Roman Tess of the d’Urbervilles von Thomas Hardy seinen Film Tess (internationaler Durchbruch von Nastassja Kinski). Auch Teile der Fernsehserie Silas wurden 1981 in und um Locronan gedreht, ebenso wie Teile der Schatzinsel im Jahr 1966.
Der Ort ist für den normalen Autoverkehr gesperrt, um den Ort herum gibt es mehrere große gebührenpflichtige Parkplätze. Für eine Besichtigung der Kirche sollte man wegen des starken touristischen Andrangs entweder eine frühe Tageszeit oder die Vor- bzw. Nachsaison einplanen. Am Hang (etwas unterhalb des Ortskerns) befindet sich noch ein Quellenheiligtum mit einer kleinen Kapelle.